# Christophe Bonvin
Christophe Bonvin (Sion, 14 de julho de 1965) é um ex-futebolista suíço que atuava como atacante.

## Carreira em clubes
Formado na base do FC Sion (onde profissionalizou em 1982), Bonvin vestiu também as camisas do Servette (1988 a 1990) e do Neuchâtel Xamax (1990 a 1993), pelo qual conquistou a Supercopa da Suíça de 1990.
Voltou ao Sion em 1993, tendo obtido um tricampeonato da Copa da Suíça, juntando ao título da edição de 1985–86 e rendendo ao atacante o tetracampeonato da competição. Bonvin encerrou a carreira em 1997, aos 31 anos.

## Carreira na seleção
Pela Seleção Suíça, Bonvin estreou num amistoso contra Israel, em maio de 1987. Disputou partidas das eliminatórias para as Eurocopas de 1988 e 1992 e para a Copa de 1990, mas os helvéticos não conseguiram vaga para nenhum dos torneios, e o atacante não foi convocado para a Copa de 1994.
Fez parte do elenco que disputou a Eurocopa de 1996, atuando contra Inglaterra e Escócia, não evitando a eliminação da Suíça na fase de grupos. Bonvin faria sua última partida pela seleção no mesmo ano, contra a Noruega, pelas eliminatórias da Copa de 1998. Em 9 anos de carreira internacional, foram 45 jogos e 8 gols marcados.

## Títulos
FC Sion
- Super Liga Suíça: 1996–97
- Copa da Suíça: 1985–86, 1994–95, 1995–96, 1996–97[1]

Neuchâtel Xamax
- Supercopa da Suíça: 1990